# Karl Riesenhuber
Karl Riesenhuber (* 1967 in Kufstein) ist ein deutscher Hochschullehrer. Er ist Inhaber des Lehrstuhls für Bürgerliches Recht, Deutsches und Europäisches Handels- und Wirtschaftsrecht der Juristischen Fakultät der Universität Bochum. Darüber hinaus ist er seit 2015 Richter am Oberlandesgericht Hamm. Riesenhuber veröffentlichte mehrere Publikationen im Bereich des Vertrags-, Arbeits- und Urheberrechtes sowie zur Methodologie.

## Leben
Riesenhuber studierte in der Zeit von 1986 bis 1991 Rechtswissenschaften an der Albert-Ludwigs-Universität Freiburg und an der School of Law der University of Texas at Austin in den Vereinigten Staaten. Sein Referendariat absolvierte er am Kammergericht in Berlin. Promoviert wurde er im Jahr 1997 an der Universität Potsdam, im Jahr 2002 folgte die Habilitation an der Universität Erlangen-Nürnberg. In der Folge vertrat er den Lehrstuhl für Bürgerliches Recht, Deutsches und Europäisches Arbeits- und Wirtschaftsrecht an der Europa-Universität Viadrina in Frankfurt (Oder), den er ab 2004 als ordentlicher Professor innehatte. Seit 2006 lehrt er an der Ruhr-Universität Bochum und ist dort Inhaber des Lehrstuhls für Bürgerliches Recht, Deutsches und Europäisches Handels- und Wirtschaftsrecht.
Seit April 2015 ist er zudem Richter am Oberlandesgericht Hamm (8. Zivilsenat).

## Veröffentlichungen
- Europäisches Vertragsrecht (= Schriften zum Bürgerlichen Recht, Bd. 201).  Duncker & Humblot, Berlin 1997, ISBN 3-428-09163-9. (Dissertation)
- System und Prinzipien des europäischen Vertragsrechts. De Gruyter Recht, Berlin 2003, ISBN 3-89949-047-9. (Habilitationsschrift)
- Europäisches Vertragsrecht. De Gruyter Recht, Berlin 2003, ISBN 3-89949-072-X.
- Die Auslegung und Kontrolle des Wahrnehmungsvertrags. De Gruyter Recht, Berlin 2004, ISBN 3-89949-183-1.
- Das österreichische Verwertungsgesellschaftengesetz 2006 : Einführung im Lichte der europäischen und der deutschen Rechtsentwicklung nebst Materialien. Nomos Verlag, Baden-Baden 2006, ISBN 978-3-8329-1878-1.
- Europäische Methodenlehre: Handbuch für Ausbildung und Praxis (als Hrsg.). De Gruyter Recht, Berlin 2006, ISBN 3-89949-345-1.
- Europäisches Arbeitsrecht: eine systematische Darstellung. C. F. Müller Verlag, Heidelberg 2009, ISBN 978-3-8114-5607-5.
- EU-Vertragsrecht.  Mohr Siebeck, Tübingen 2013, ISBN 978-3-16-152975-7.
- Bürgerliches Recht – Ein systematisches Examens-Repetitorium (zusammen mit Barbara Grunewald). C.F. Müller Verlag, 10. Auflage, Heidelberg 2023, ISBN 978-3-8114-6163-5.